# 164e méridien ouest
En géographie, le 164e méridien ouest est le méridien joignant les points de la surface de la Terre dont la longitude est égale à 164° ouest.

## Géographie

### Dimensions
Comme tous les autres méridiens, la longueur du 164e méridien correspond à une demi-circonférence terrestre, soit 20 003,932 km. Au niveau de l'équateur, il est distant du méridien de Greenwich de 18 256 km,.
Avec le 16e méridien est, il forme un grand cercle passant par les pôles géographiques terrestres.

### Régions traversées
En commençant par le pôle Nord et descendant vers le sud au pôle Sud, Le 164e méridien ouest passe par:
| Coordonnées           | Pays, territoire ou mer | Notes                                                                         |
| --------------------- | ----------------------- | ----------------------------------------------------------------------------- |
| 90° 00′ N, 164° 00′ O | Océan Arctique          |                                                                               |
| 71° 44′ N, 164° 00′ O | Mer des Tchouktches     |                                                                               |
| 68° 59′ N, 164° 00′ O | États-Unis              | Alaska                                                                        |
| 67° 32′ N, 164° 00′ O | Mer des Tchouktches     | Golfe de Kotzebue                                                             |
| 66° 36′ N, 164° 00′ O | États-Unis              | Alaska — Péninsule de Seward                                                  |
| 64° 33′ N, 164° 00′ O | Mer de Bering           | Norton Sound                                                                  |
| 63° 15′ N, 164° 00′ O | États-Unis              | Alaska — Delta du Yukon-Kuskokwim                                             |
| 59° 49′ N, 164° 00′ O | Mer de Bering           |                                                                               |
| 54° 59′ N, 164° 00′ O | États-Unis              | Alaska — Île Unimak                                                           |
| 54° 37′ N, 164° 00′ O | Océan Pacifique         |                                                                               |
| 60° 00′ S, 164° 00′ O | Océan Austral           |                                                                               |
| 78° 15′ S, 164° 00′ O | Antarctique             | Dépendance de Ross, Liste des territoires revendiqués par la Nouvelle-Zélande |